# Konfederacja Tamoios
Konfederacja Tamoios (port. Confederação dos Tamoios) – konflikt pomiędzy Indianami a portugalskimi kolonizatorami, który miał miejsce w Brazylii w latach 1556–67. Był to pierwszy poważny bunt brazylijskich Indian przeciwko Europejczykom. Rozegrał się na północy dzisiejszego stanu São Paulo i południu stanu Rio de Janeiro, pomiędzy miejscowościami Bertioga i Cabo Frio. 

## Tło historyczne
Odkrycie Brazylii przypisuje się portugalskiemu żeglarzowi Pedro Álvares Cabralowi, który dopłynął do wybrzeży dzisiejszego stanu Bahia 22 kwietnia 1500 roku. Wkrótce Portugalczycy dotarli też w inne regiony Brazylii, a wybrzeże dzisiejszego stanu Rio de Janeiro odkrył Gaspar de Lemos w 1502 roku. Eksplorując nowo odkryte ziemie, Portugalczycy napotykali plemiona indiańskie, z którymi wchodzili w sojusze bądź też toczyli wojny. Jedną z form sojuszu były małżeństwa z Indiankami – pozwalało to pozyskiwać siłę roboczą oraz sprzymierzeńców w walkach z innymi plemionami. Celem walk było między innymi zdobywanie niewolników. 

## Strony konfliktu
Sprzymierzonej konfederacji plemion indiańskich przewodzili Tupinambás, a w skład przymierza wchodziły grupy Tupiniquins, Aimorés, Temiminós, Pindobuçu, Koakira i Cunhambembe. Te plemiona utworzyły Konfederację Tamoios, której nazwa w języku tamuya, którym posługują się Tupinambás oznacza „przodków”. Oryginalna nazwa brzmi Konfederacja Tamyuas, jednak Portugalczycy zniekształcili ją do formy Konfederacja Tamoios.   
Po drugiej stronie znajdowali się Portugalczycy, sprzymierzeni z plemieniem Guaianases. 
W konflikt włączyli się też Francuzi, którzy byli zainteresowani obszarem dzisiejszego stanu Rio de Janeiro – dostarczali oni broń wojownikom Konfederacji Tamoios.

## Przebieg rewolty
Konflikt rozpoczął się od małżeństwa Portugalczyka João Ramalho z córką wodza plemienia Guaianases. Ramalho był przyjacielem Brása Cubasa, gubernatora kapitanii São Vicente. Zgodnie ze zwyczajem Indian, z chwilą zawarcia małżeństwa, mąż stawał się członkiem plemienia żony. Ramalho wykorzystał ten zwyczaj i zyskał poparcie Guaianases w walce z innymi plemionami indiańskimi, mając na celu schwytanie Indian i zmuszenie ich do niewolniczej pracy na nowo powstających plantacjach trzciny cukrowej. Sojusznicy zaatakowali jedno z plemion grupy Tupinambá, biorąc w niewolę wodza, Kairuçu (lub Caiçuru) i jego syna Aimberê. Wódz zmarł wskutek złego traktowania przez Portugalczyków, a Aimberê wydostał się z niewoli i  zajął jego miejsce jako lider wojowników swojego plemienia. Nowy wódz sprzymierzył się z kilkoma innymi plemionami z grupy Tupinambá i tak powstała Konfederacja Tamoios lub też Konfederacja Tamuyas.  
W XVI wieku regionem dzisiejszego stanu Rio de Janeiro byli zainteresowani Francuzi, chcący utworzyć tam własną kolonię o nazwie France Antarctique. Francuzi pod dowództwem Nicolasa Duranda de Villegaignona poparli Konfederację Tamoios przeciwko Portugalczykom i dostarczyli broń plemieniu Cunhambembe. Jednak wkrótce plemiona konfederacji zostały zdziesiątkowane przez choroby, którymi Indianie zarazili się od białych. W epidemii zmarł między innymi waleczny wódz plemienia Cunhambembe, a po jego śmierci na czele plemienia stanął Aimberê. Szukał on porozumienia z wodzem sprzymierzonego z Portugalczykami plemienia Guaianases, jednak tamten pozostał wierny Portugalczykom.   
W konflikt włączyli się także jezuici, próbując doprowadzić do rozejmu. Manuel da Nóbrega i José de Anchieta spotykali się z indiańskimi liderami, zachęcając ich do zakończenia konfliktu, w czym mieli pomóc jezuici. Jednak przywódcy Konfederacji Tamoios nie chcieli jedynie wyrzucenia Portugalczyków ze swoich ziem – domagali się stracenia wodzów tych plemion, które walczyły po stronie Europejczyków. Dzięki negocjacjom udało się na krótko  zawiesić walki, podpisując w 1563 roku traktat pokojowy w Iperoig (dzisiaj Ubatuba w stanie São Paulo). Jednak Portugalczycy wykorzystali okres pokoju na wzmocnienie swoich pozycji wojskowych, po czym wznowili ataki na Indian, biorąc ich w niewolę. Pokonali też wspierających Indian Francuzów i zmusili ich do opuszczenia okolic dzisiejszego Rio de Janeiro. Ostateczna bitwa rozegrała się 20 stycznia 1567 roku pod Cabo Frio. Estácio de Sá, kuzyn gubernatora Mema de Sá rozbił siły indiańskie, a w walce zginął również przywódca Konfederacji Tamoios, Aimberê.

## Upamiętnienie Tamoios
W 1856 roku powstał poemat pt. A Confederação dos Tamoios autorstwa poety nurtu romantyzmu Domingosa José Gonçalves de Magalhães.  
W 1883 roku malarz Rodolfo Amoedo namalował obraz O último Tamoio (Ostatni Tamoio), który przedstawia śmierć ostatniego wojownika Konfederacji.  
We współczesnej Brazylii wiele ulic zostało nazwanych na cześć Tamoios, m.in. Rodovia dos Tamoios na północy stanu São Paulo, gdzie w XVI wieku zamieszkiwali Indianie tworzący Konfederację. W Perdizes, dzielnicy São Paulo, są ulice noszące nazwy Ipeirog (miejsce zawarcia traktatu pokojowego) i Aimberê (imię lidera Konfederacji). W tym samym mieście, w dzielnicy Jardim Iguatemi znajduje się ulica o nazwie Rua Confederação dos Tamoios.